# AGM-124 Wasp
Wasp ([wɒsp] чит. «Уо́сп», с англ. — «оса», войсковой индекс — AGM-124) — американская противотанковая управляемая ракета класса «воздух—поверхность». Предназначалась для оснащения летательных аппаратов авиации непосредственной поддержки. Была разработана компанией Hughes по заказу ВВС США.

## Предыстория
В 1975 году ВВС США инициировали программу разработки противотанковых боеприпасов сплошного поражения (Wide-Area Anti-Armour Munitions, сокр. WAAM) в рамках которой разрабатывалось семейство новых противотанковых вооружений класса «воздух—поверхность» для применения авиацией непосредственной поддержки. Программа WAAM привела к разработке кластерных управляемых авиационных противотанковых бомб CBU-90/B ACM, управляемых авиационных противотанковых бомб увеличенной дальности CBU-92/B ERAM, а также к созданию компактных противотанковых ракет Wasp.

## История
Выбор подрядчиков
Работы над проектом Wasp стартовали в 1979 году распределением контрактов между компаниями Boeing и Hughes на создание опытных прототипов малогабаритных авиационных ПТУР, предназначенных для стрельбы залповым способом (отсюда аллюзия в названии на «осиный рой»). По итогам рассмотрения результатов работы двух компаний командованием ВВС США проект Boeing был отклонён, а с Hughes был заключён контракт на проведение испытаний.
Разработка
Ракета разрабатывалась под оснащение ею авиации непосредственной поддержки в количестве несколько десятков ракет на один боевой вылет. В боевой обстановке предполагалось отстреливать по десять и более ракет в одном залпе. Для этих целей основным тактико-техническим требованием к создаваемой ракете были относительно лёгкий вес и малые размеры. Конкретных требований к системе наведения ракет не предъявлялось, рассматривались как варианты с инфракрасным самонаведением, так и с радиолокационным самонаведением. В конечном итоге выбор остановился на последних как более дешёвых.
Испытания
Испытания радиолокационных головок самонаведения для ракет в заводских лабораториях Hughes начались в 1981 году, но лётные испытания самих ПТУР стартовали только в начале 1983 года. Исходный производственный план предполагал приступить к производству модели AGM-124A уже в 1987 году, но в октябре 1983 года проект был свёрнут по причинам экономии бюджетных средств.

## Тактико-технические характеристики
Источники информации : 
Общие сведения
- Самолёт-носитель —
- Категории поражаемых целей — бронеобъекты любого типа, одиночные и групповые цели

Система наведения
- Устройство наведения ракеты на цель — радиолокационная головка самонаведения
- Рабочий диапазон — микроволновый

Зона обстрела
- Максимальная дальность до цели — 10 км

Аэродинамические характеристики
- Аэродинамическая компоновочная схема — нормальная

Массо-габаритные характеристики
- Длина — 1520 мм
- Диаметр корпуса — 200 мм
- Размах оперения — 510 мм
- Масса — 57 кг

Боевая часть
- Тип БЧ — кумулятивная
- Тип предохранительно-исполнительного механизма — дистанционного действия, радиолокационный, срабатывание на объём

Двигательная установка
- Тип ДУ — РДТТ